# Rybokarty
Rybokarty (deutsch Ribbekardt) ist ein Dorf in der Woiwodschaft Westpommern in Polen. Es gehört zur Gmina Gryfice (Stadt- und Landgemeinde Greifenberg) im Powiat Gryficki (Greifenberger Kreis).

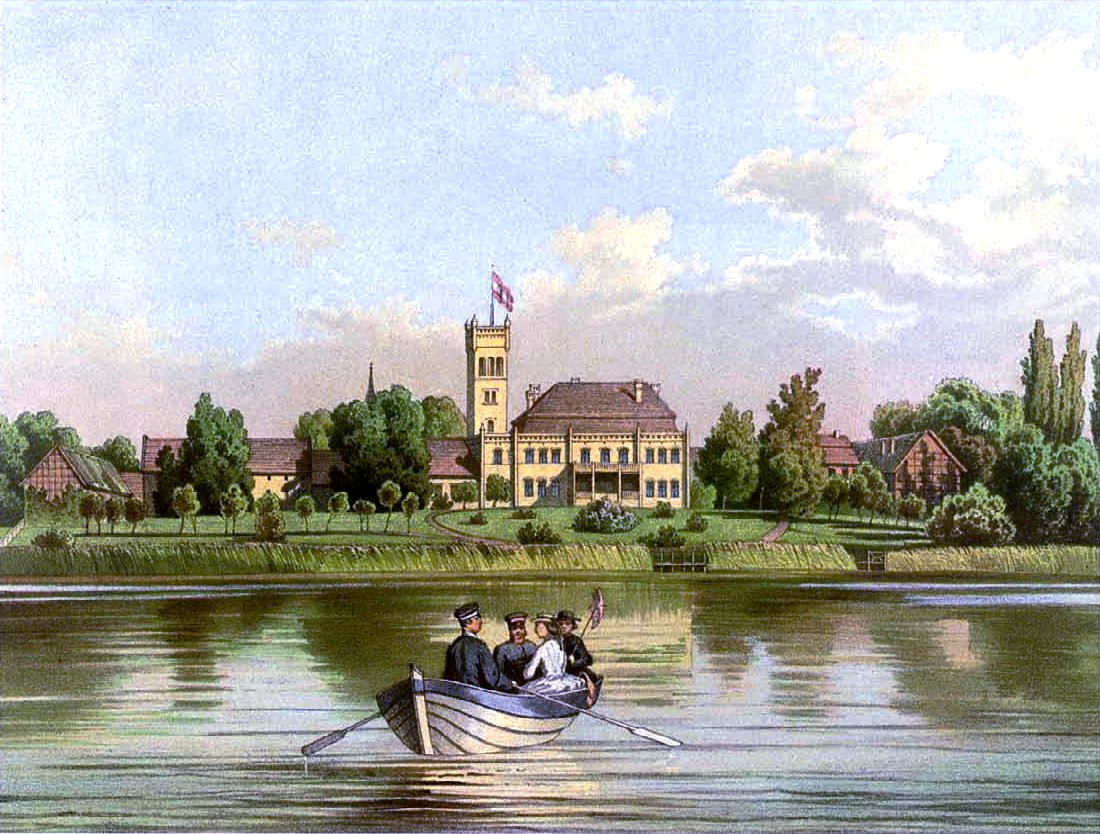
Schloss Ribbekardt in der Sammlung Duncker (1869)

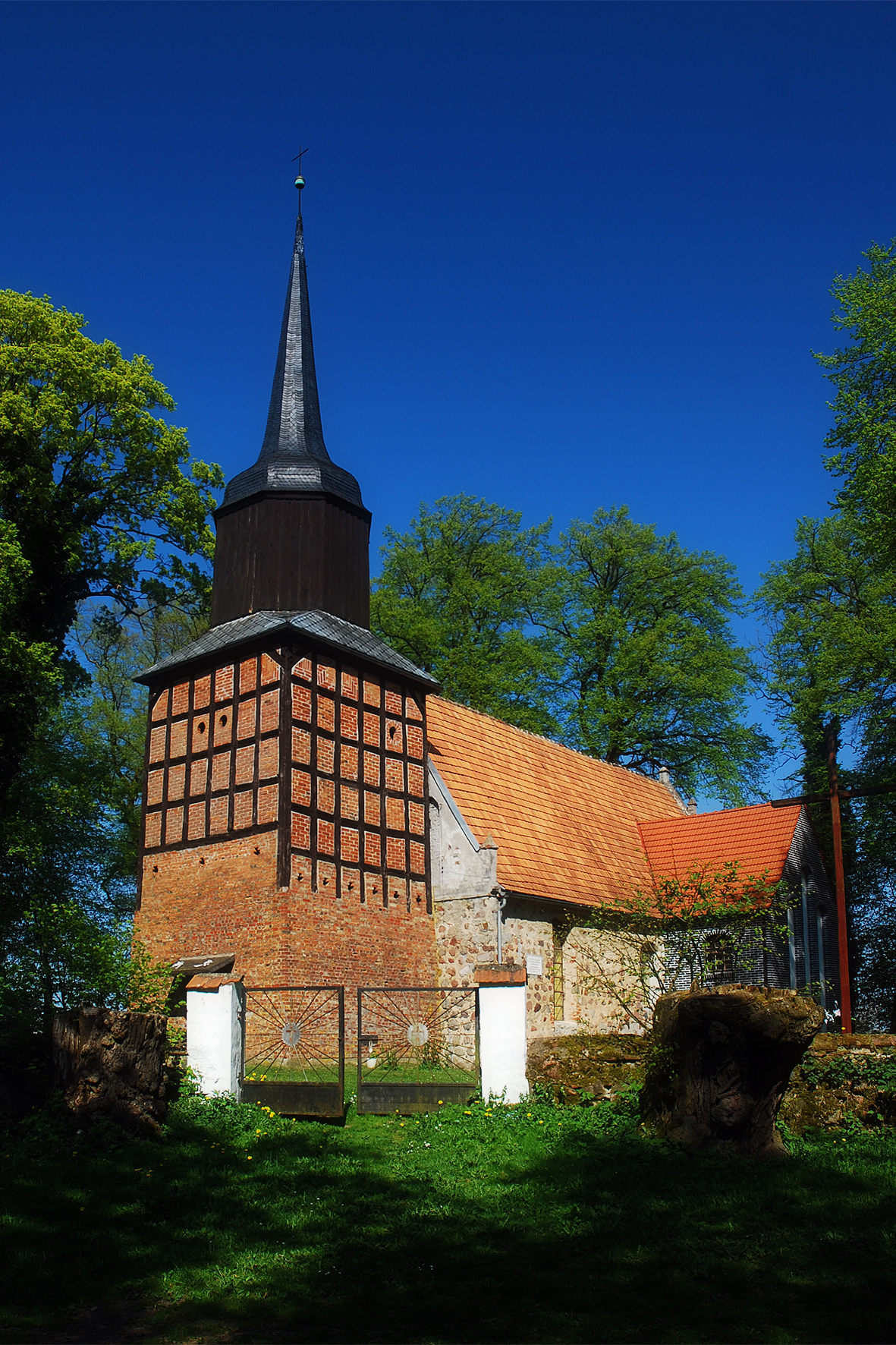
Dorfkirche (Aufnahme von 2011)

## Geographische Lage
Das Dorf liegt in Hinterpommern, etwa 65 km nordöstlich von Stettin und etwa 8 km westlich der Kreisstadt Gryfice (Greifenberg). 

## Geschichte
Bis 1945 bildete Ribbekardt eine Landgemeinde im Kreis Greifenberg der Provinz Pommern. Die Gemeinde zählte im Jahre 1933 400 Einwohner, im Jahre 1939 376 Einwohner. Zu der Gemeinde gehörten neben Ribbekardt selbst die Wohnplätze Annashof, Heidhof, Sprengelberg, Völzin und Ziegelei Ribbekardt.

## Sehenswürdigkeiten
- Schloss Ribbekardt im neugotischen Stil, heute Hotel.
- Dorfkirche, mittelalterlicher Findlingsbau mit einem um 1690 errichteten Fachwerkturm mit Spitze aus der Barockzeit.

## Persönlichkeiten

### Söhne und Töchter des Ortes
- Otto Hennke (1882–1949), deutscher Politiker, Mitglied des Danziger Volkstages

### Mit dem Ort verbunden
- Siegfried Knak (1875–1955), deutscher evangelischer Theologe, Missionswissenschaftler und Hochschullehrer, war Pfarrer in Ribbekardt